# Herengracht (Amsterdam)

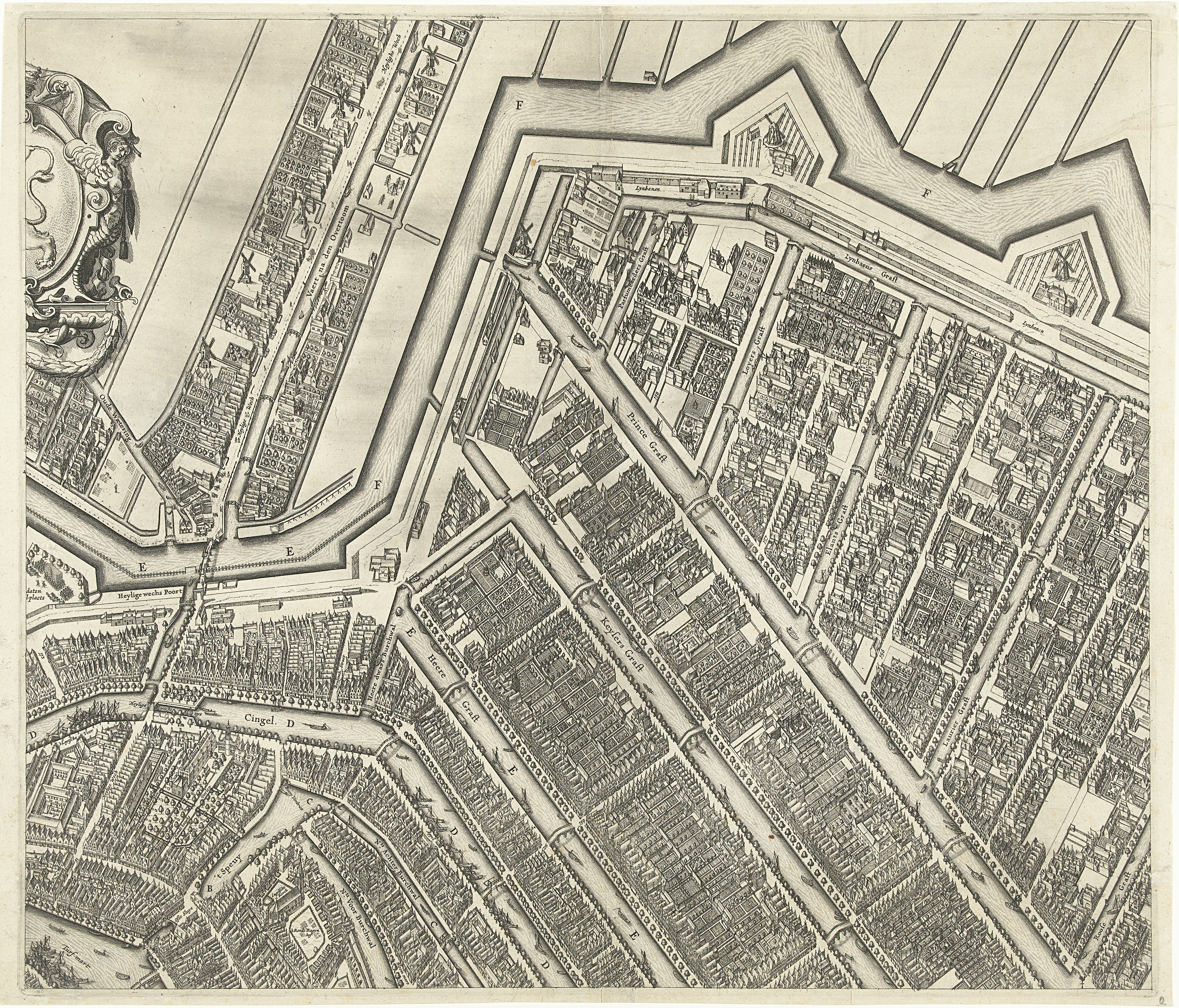
Plattegrond van Amsterdam (blad middenboven) van Balthasar Florisz. van Berckenrode; 1625. Detail van de grote stadskaart met daarop de nog korte Herengracht (Heere Graft), eindigend bij de Heere Dwars Burgwal (thans Beulingsloot), met de nu nog aanwezige knik in de latere Herengracht, ter hoogte van de Leidsegracht (middenboven).

De Herengracht is de tweede van vier Amsterdamse grachten behorende tot de grachtengordel en ligt tussen het Singel en de Keizersgracht. Met name de Gouden Bocht staat bekend om zijn grote en fraaie grachtenpanden.

## Geschiedenis
De Herengracht kwam vanaf 1612 tot stand op initiatief van burgemeester Frans Hendricksz. Oetgens, stadstimmerman Hendrick Jacobsz. Staets en stadslandmeter Lucas Jansz Sinck.
Aanvankelijk was het een (in 1585 gegraven) vestinggracht voor de bedrijven en lijnbanen die achter het Singel waren gevestigd. De gracht liep binnen de stadswal parallel aan de gracht buiten de stadsmuur. De Herengracht vertoont daarom ter hoogte van de Driekoningenstraat nog steeds een knik; de buitengracht was op die hoogte om een bolwerk heen gelegd. Van sloot tot de huidige gracht verbreed, kreeg de gracht in 1612 de naam Herengracht, naar de Heren Regeerders van de stad Amsterdam.
Het deel tussen Leidsegracht en de Binnen Amstel behoort tot de uitleg van na 1658. In dit gedeelte ligt de Gouden Bocht, het meest prestigieuze deel van de Herengracht. Hier werden veel huizen bewoond door regenten, burgemeesters en handelslui, die hun kapitaal verdienden in de handel met Zuid-Amerika of Nederlands-Indië.
Veel panden zijn gebouwd door de Amsterdamse bouwmeesters Philips Vingboons (1607-1678) of Adriaan Dortsman (1635-1682).
Bij de laatste uitbreiding werd het gedeelte ten oosten van de Amstel tot aan het water van het IJ aangelegd. Dit laatste deel, gelegen in het destijds welvarende deel van de Amsterdamse Jodenbuurt, kreeg de naam Nieuwe Herengracht.

## Monumenten
Aan de Herengracht bevinden zich vele monumentale grachtenpanden, zoals:
- 59: De Hond, uit 1659.
- 120: De Coningh van Denemarken, uit 1615.
- 170-172: Huis Bartolotti / "Het Bonte Huis", uit ± 1617.
- 203: Koopmanshuis, uit ± 1618.
- 274: D' Witte Leli, uit 1739.
- 284: Huis Van Brienen, uit 1728.
- 361: Sonnenberg, uit ± 1655.
- 364-370: Cromhouthuizen, uit 1660 en 1662
- 394: Vier Heemskinderen, uit ± 1671. Zie ook: de legende van de Vier Heemskinderen.
- 432: Het voormalig woonhuis van dominee Ferdinand Domela Nieuwenhuis.
- 446: Huis van de Graeff in de (Gouden Bocht), voormalig stadspaleis van Andries de Graeff
- 450: Huis van Deutz, uit 1663, huis van Andries Adolf Deutz van Assendelft na 1722.
- 462: Sweedenrijk, uit 1672.
- 476: Huis De Vicq uit 1670.
- 475: Huis De Neufville (Huis aan de Bocht), uit 1731 en 1733.
- 478: Huis van John Sillem (1837-1896), Nederlandse bankier
- 502: Huis met de Kolommen, uit 1672; ambtswoning van de burgemeester.
- 512: Huis van de familie Van Lennep van 1778 tot 1860
- 528-530: Twee woonhuizen onder één dak uit 1686, gebouwd in opdracht van de gebroeders Louis of Lodewijk Trip (1605-1684) en Hendrick Trip (1607-1666), diezelfde opdrachtgevers van het Trippenhuis aan de Kloveniersburgwal 29 in Amsterdam. Vestibule 528 verbouwd door architect Eduard Cuypers in 1895.
- 572: Heren aan de Gracht, met 18e-eeuwse stijlkamers.
- 573: voormalig woonhuis van Cornelis de Graeff.

En historische tuinen, zoals:
- 412: De tuin en het tuinhuis van G. Belin la Garde.
- 168: Historische tuin.

Zie ook de lijst van rijksmonumenten aan de Herengracht (Amsterdam).

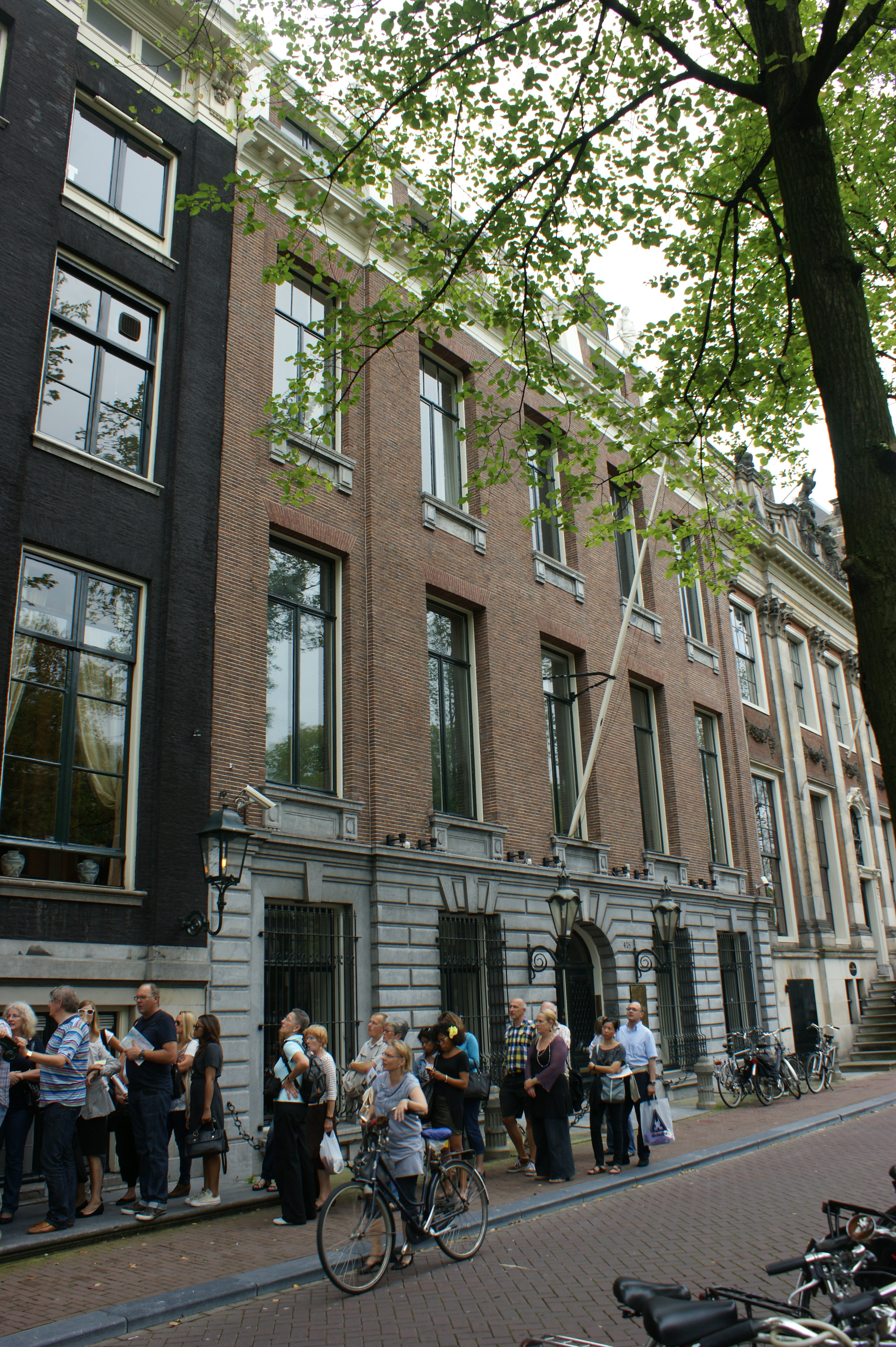
Herengracht 478
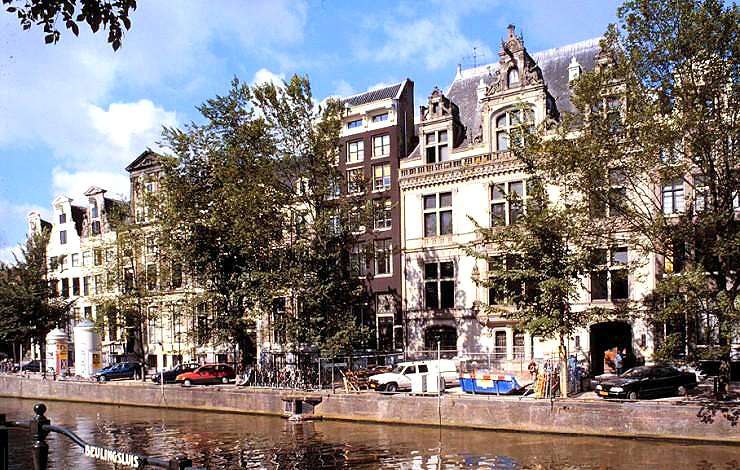
Herengracht 380
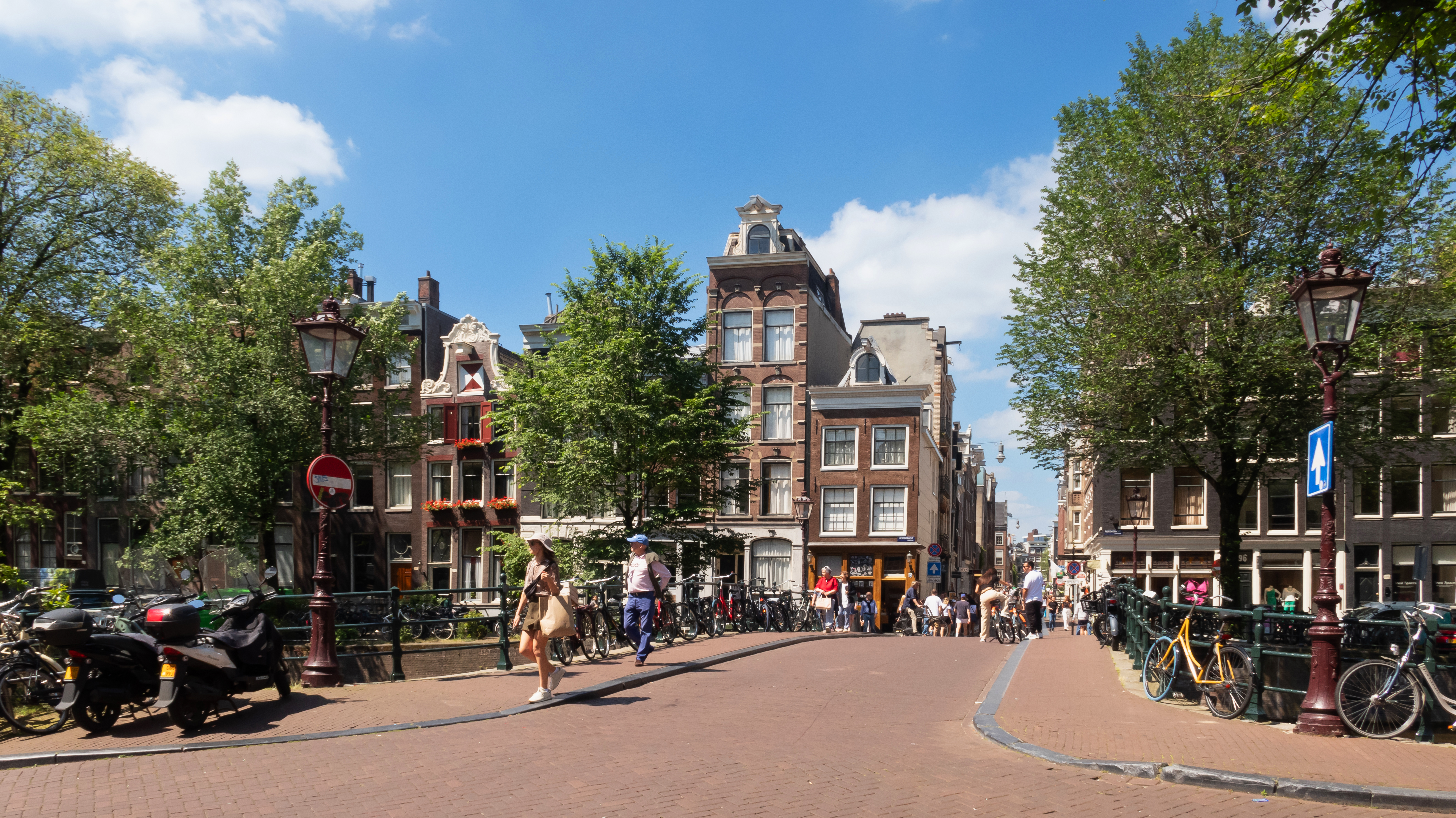
Herengracht 292-302 - Oude Spiegelstraat
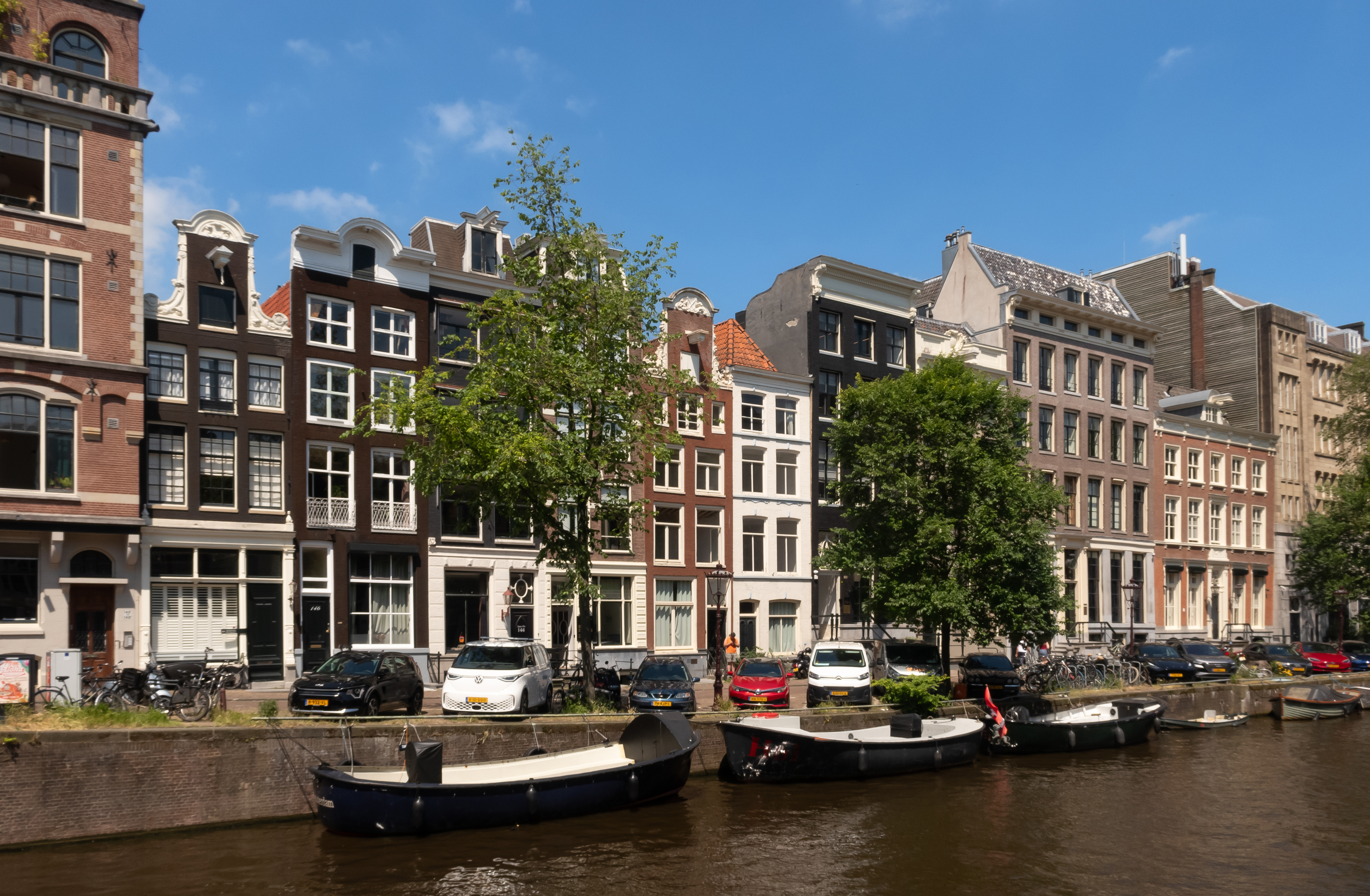
Herengracht bij de Anton Jolingbrug
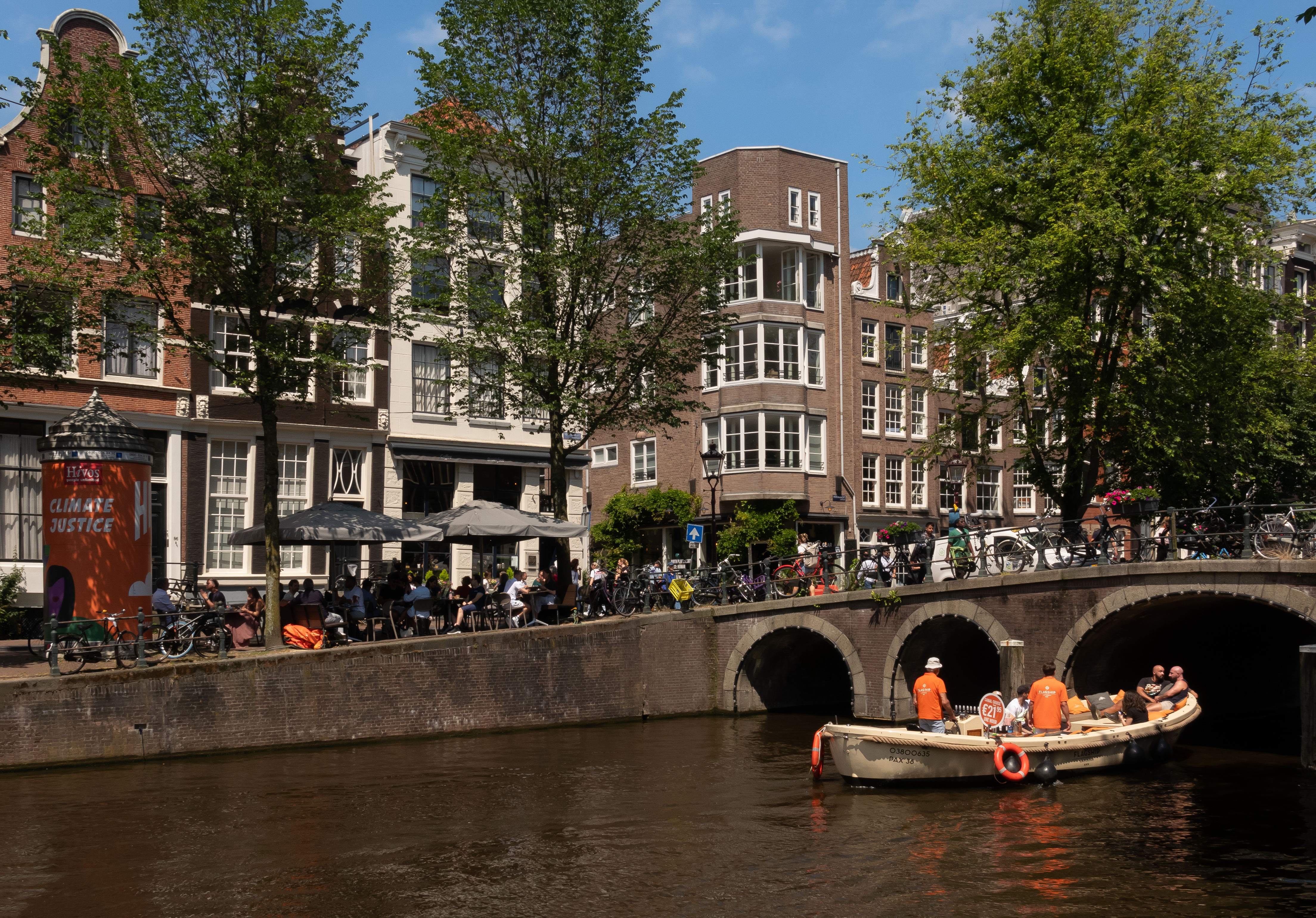
Herengracht - Herenstraat
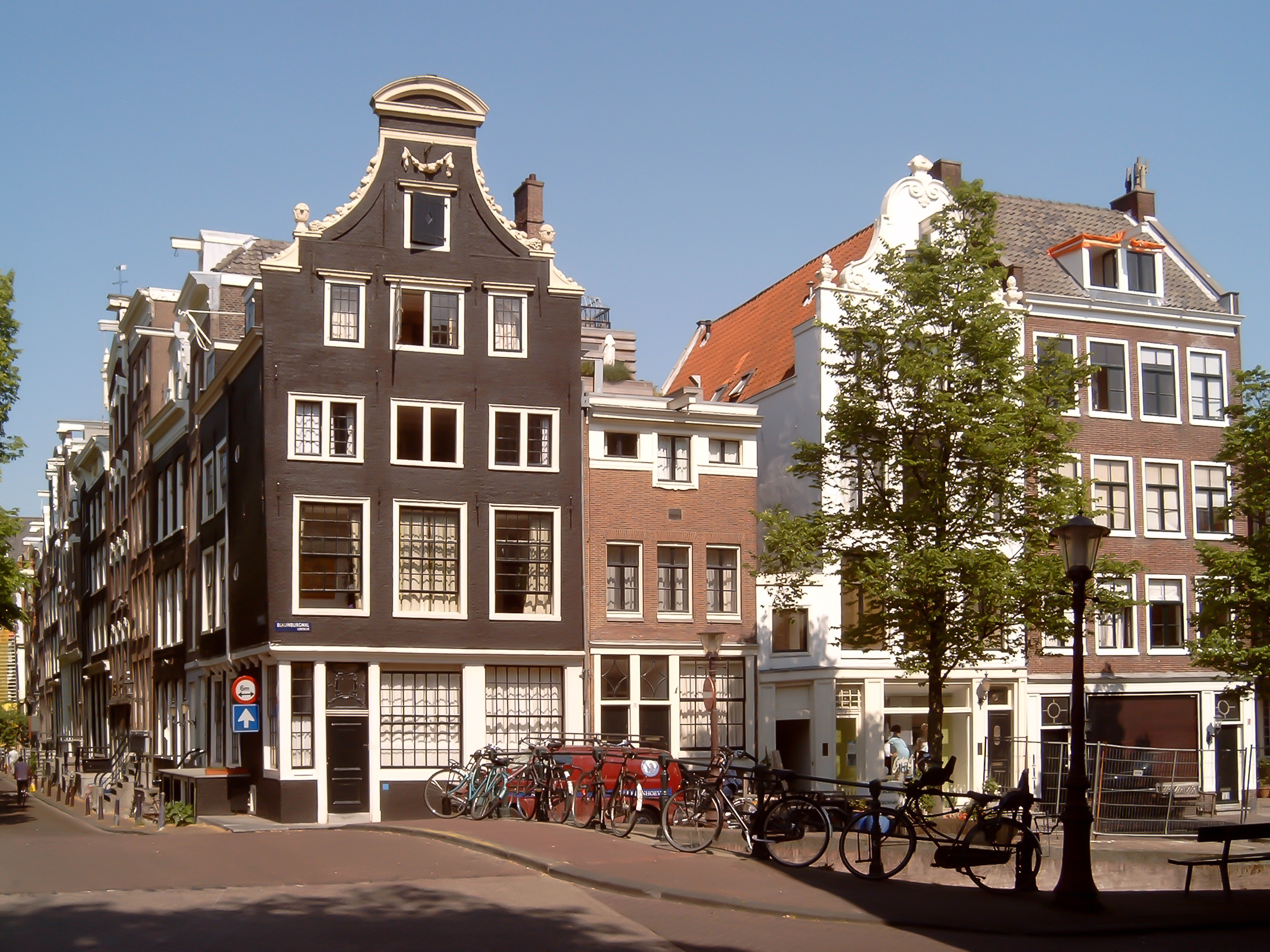
Herengracht, hoek Blauwburgwal
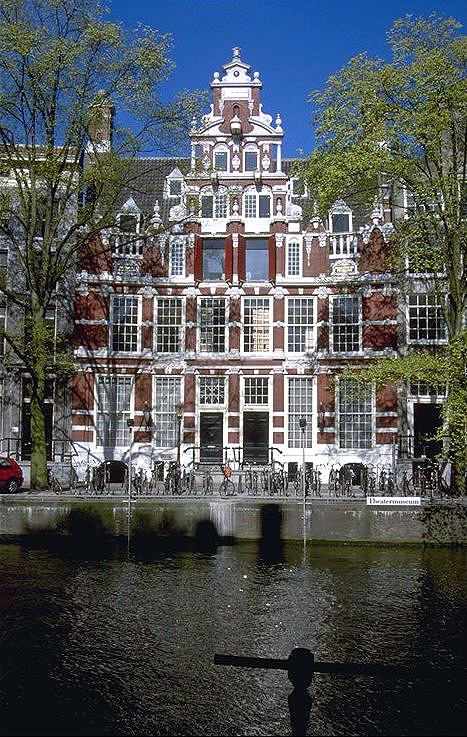
Huis Bartolotti, Herengracht 170
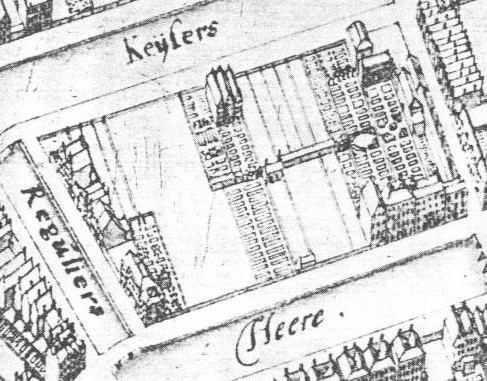
Detail kaart door Jacobus Bosch, waarop is te zien dat in 1680 een groot aantal kavels nog niet waren bebouwd

## Musea
- Het Grachtenhuis op Herengracht 386.
- Het Bijbels Museum op Herengracht 366-368 (in de Cromhouthuizen).
- Het KattenKabinet op Herengracht 497.
- Het museum Geelvinck-Hinlopen Huis op Herengracht 518 (ingang: Keizersgracht 633).
- Het Tassenmuseum Hendrikje op Herengracht 573.
- Het Huis Willet-Holthuysen op Herengracht 605 met een aan de Amstelstraat grenzende formele tuin.
- De activiteiten van het Toneelmuseum (voorheen in 'Huis Bartolotti') zijn overgenomen door het Theater Instituut Nederland (TIN) aan de Sarphatistraat 53.

## Oriëntatie

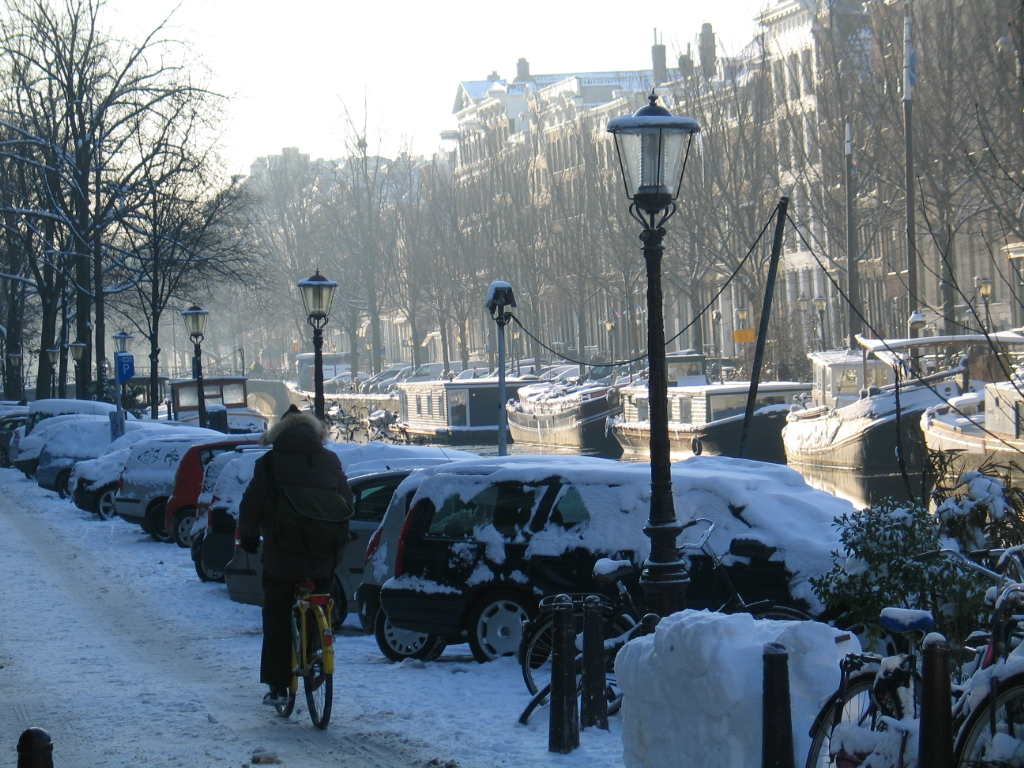
Begin Herengracht vanaf Brouwersgracht

De Herengracht begint in het noorden bij de Brouwersgracht bij de West-Indische huisbrug en Melkmeisjesbrug, buigt zich parallel aan het Singel en de Keizersgracht geleidelijk naar het zuidoosten, en mondt daar uit in de Amstel. De oneven-genummerde zijde van de gracht ligt aan de kant van het hart van de stad (de Dam).
- Ter hoogte van Herengracht 184 en 211 ligt de kruising met de Raadhuisstraat.
- Ter hoogte van Herengracht 424 en 433 ligt de kruising met de Leidsestraat/Koningsplein.
- Ter hoogte van Herengracht 482 en 513 ligt de kruising met de Vijzelstraat.
- Ter hoogte van Herengracht 561 en 563 bij de Reguliersgracht ligt het Thorbeckeplein.
- Ter hoogte van Herengracht 556 en 587 ligt de kruising met de Utrechtsestraat.
- Ter hoogte van Herengracht 598 en 627 mondt de gracht uit in de Amstel.

## Bruggen
De Herengracht wordt door elf bruggen overspannen:
| Brugnummer | Naam                         | Gebruik         | Type       | Wijdte doorvaartopening | Hoogte doorvaartopening | Doorvaarthoogte bij 4 m wijdte | Beheer  |
| ---------- | ---------------------------- | --------------- | ---------- | ----------------------- | ----------------------- | ------------------------------ | ------- |
| 18         |                              | Herenstraat     | Welfbrug   | 5,70                    | 2,34                    | 1,82                           | Centrum |
| 20         | Anton Jolingbrug             | Leliegracht     | Vaste brug | 5,70                    | 1,80                    |                                | Centrum |
| 22         | Warmoesbrug                  | Raadhuisstraat  | Vaste brug | 5,75                    | 1,80                    |                                | DiVV    |
| 24         |                              | Hartenstraat    | Vaste brug | 5,61                    | 1,79                    |                                | Centrum |
| 25         |                              | Wolvenstraat    | Vaste brug | 5,65                    | 1,79                    |                                | Centrum |
| 26         | Vingboonsbrug (officieus)    | Wijde Heisteeg  | Vaste brug | 6,84                    | 1,80                    |                                | Centrum |
| 29         | Koningssluis                 | Koningsplein    | Vaste brug | 6,92                    | 1,80                    |                                | DiVV    |
| 30         | Isa van Eeghenbrug           | Vijzelstraat    | Vaste brug | 6,98                    | 1,80                    |                                | DiVV    |
| 32         | Kaasmarktsluis               | Reguliersgracht | Vaste brug | 6,71                    | 3,01                    | 2,20                           | Centrum |
| 34         |                              | Utrechtsestraat | Vaste brug | 6,80                    | 1,80                    |                                | DiVV    |
| 35         | Hendrick Jacobsz. Staetsbrug | Amstel          | Vaste brug | 6,00                    | 2,71                    | 2,22                           | Centrum |

Bij de doorvaarthoogtes in de tabel dient men rekening te houden met het feit dat de Herengracht net zoals alle andere grachten in de binnenstad op - 0,40 m van het NAP ligt.

## Weesp
Sinds de fusie van Weesp met de gemeente Amsterdam kent de gemeente ook de Herengracht (Weesp). De gemeente heeft echter besloten dat Weesp een woonplaats binnen de gemeente is waardoor er binnen de gemeente twee Herengrachten kunnen bestaan zowel in de woonplaats Amsterdam als in de woonplaats Weesp.

## Herengrachten elders
De Haagse Herengracht is gedempt. Maarssen kent ook een Herengracht; op de rechteroever van de Vecht. Verder zijn er Herengrachten in Drimmelen, Leiden, Muiden, Middelburg, Purmerend, Terneuzen en zelfs in Kaapstad en andere plaatsen in Zuid-Afrika. In Madurodam is een deel van de Amsterdamse Herengracht in miniatuur te zien.